# Sinagoga ortodoxa de Košice
La Sinagoga ortodoxa de Košice o la Sinagoga ortodoxa en Košice (en eslovaco: Ortodoxná synagóga v Košiciach) fue construida entre los años 1926 y 1927 en la calle Puškinova, en el centro histórico de Košice, en Eslovaquia.
Los judíos ortodoxos construyeron una sinagoga representativa con 800 asientos con una escuela regular y la escuela Talmud Torá encabezada por los rabinos. El diseñador de la sinagoga fue Ľudovít Oelschläger, un arquitecto cristiano, y fue construida por Hugo Kabos.